# Aleš Mareček
Aleš Mareček (* 2. srpna 1967 Slaný) je český novinář, podnikatel a manažer. V letech 2006 až 2018 zastupitel městské části Praha 13 (z toho v letech 2010 až 2014 zástupce starosty), od července 2020 člen Rady České tiskové kanceláře, člen ČSSD.

## Život
Jako malé dítě žil v obci Nelahozeves na Mělnicku. Pochází ze sportovní rodiny. Jeho otec Ing. Otakar Mareček byl několikanásobný olympionik ve veslování a vlastní bronzovou medaili z OH 1972 v Mnichově a dlouholetý president Svazu veslování. On sám v mládežnických kategoriích posbíral také několik medailí z mistrovství republiky. Základní vojenskou službu absolvoval ve VTJ Litoměřice a ASVS Dukla Praha. Chodil do školy s rozšířenou výukou cizích jazyků, pak studoval na Gymnáziu Jana Nerudy na Malé Straně.
Působil jako sportovní novinář v redakcích odborných sportovních časopisů. Dále pracoval v cestovním ruchu – byl součástí managementu Hotelu Pyramida v Břevnově. Na kandidátních listinách v letech 2006 a 2010 uváděl jako povolání „obchodní ředitel“. Působil jako předseda představenstva TPC Vidoule, posléze Rozvojové projekty a.s., byl členem představenstva Želivská provozní a.s. a Úpravna vody Želivka a.s.
Je ženatý. V mládí vesloval a hrál fotbal, věnuje se též badmintonu.

## Politické působení
V komunálních volbách v roce 1998 kandidoval za ČSSD do Zastupitelstva městské části Praha 13, ale neuspěl. Nepodařilo se mu to ani ve volbách v roce 2002. Zvolen byl až ve volbách v roce 2006. Ve stejných volbách kandidoval také do Zastupitelstva hlavního města Prahy, v tomto případě však neuspěl.
Ve volbách v roce 2010 obhájil mandát zastupitele městské části jako lídr kandidátky ČSSD. V listopadu 2010 se navíc stal uvolněným zástupcem starosty, na starosti měl dopravu ,životní prostředí a sociální oblast. V roce 2012 čelil výzvě k rezignaci. Ve volbách v roce 2014 opět obhájil mandát zastupitele městské části, také tentokrát byl lídrem kandidátky ČSSD. Ve funkci zástupce starosty již nepokračoval, stal se však předsedou Sociálního výboru. Také ve volbách v roce 2018 obhajoval mandát zastupitele městské části, avšak neuspěl.. V Poslanecké sněmovně působil jako poradce, např. poslance Karla Šplíchala.
Dne 8. července 2020 byl v tajné volbě zvolen Poslaneckou sněmovnou PČR členem Rady České tiskové kanceláře. Nominovala jej ČSSD, získal 124 hlasů (ke zvolení bylo třeba 93 hlasů).